# Porilaisten marssi

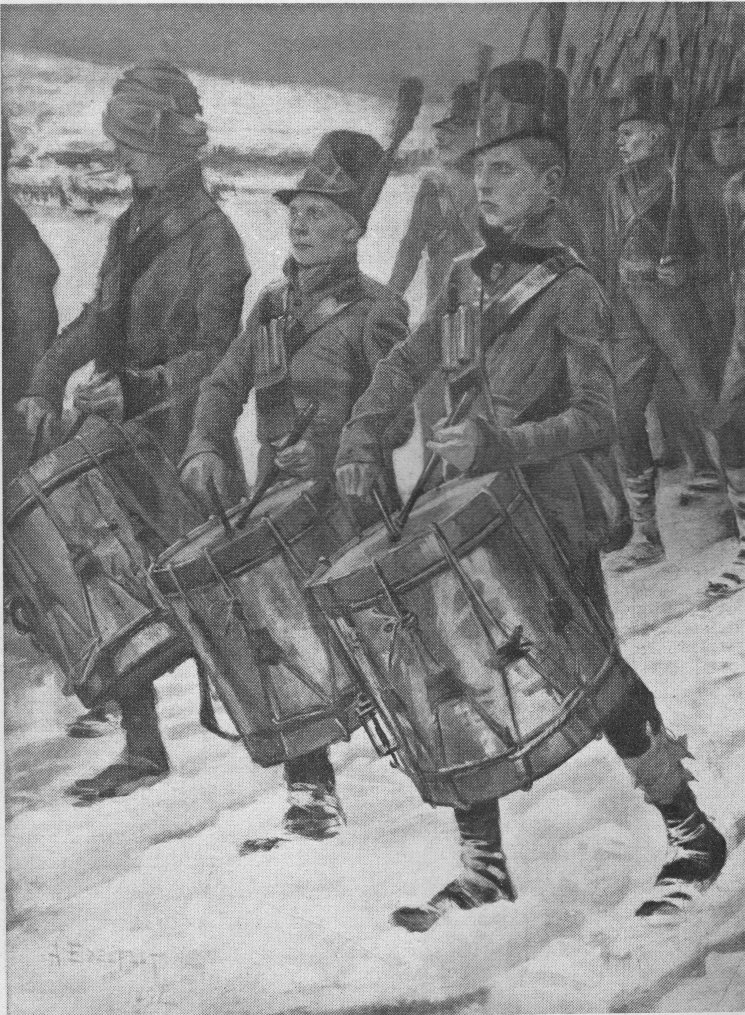
Björneborgarnas marsch, pintura d'Albert Edelfelt, 1900.

Porilaisten marssi (suec: Björneborgarnas marsch, "Marxa de la gent de Pori") és la marxa honorífica de les Forces de Defensa Fineses des de 1918, composta per autor desconegut en el segle xviii. El text original va ser escrit en suec pel poeta nacional finès Johan Ludvig Runeberg en el seu poema èpic Les Històries d'Ensign Stal. La traducció utilitzada comunament en idioma finlandès va ser escrita per Paavo Cajander el 1889, juntament amb la traducció del llibre Les Històries d'Ensign Stål. El nom de la marxa fa referència a la Brigada de Pori.

## Ús
Porilaisten marssi, com a marxa honorífica de les Forces de Defensa Fineses, és representada (i rarament cantada) davant el Comandant en Cap de les forces de defensa fineses, és a dir, la Presidenta de Finlàndia, qui té dret a delegar aquesta posició a un altre ciutadà finlandès. L'única vegada que això s'ha produït va ser durant la Segona Guerra Mundial, quan el Mariscal Carl Gustaf Emil Mannerheim va actuar com a Comandant en Cap en lloc del llavors president Risto Ryti. Per tant, Ryti és l'únic president de Finlàndia que no ha estat comandant en cap en qualsevol punt dels seus dos mandats (1940 - 1944).
Tradicionalment, Porilaisten marssi es representa a ràdio o televisió cada vegada que un atleta finlandès guanya una medalla d'or als Jocs Olímpics. També es representa en Nadal, durant la cerimònia de Declaració de la Pau de Nadal, a Turku, que ha alguna causat controvèrsia de poca importància a causa de la lletra violenta de la marxa -ja que la lletra de la marxa podria considerar-se pro-bèl·lica, tot i que la lletra no es canta en aquestes ocasions.

## Lletres

### Versió en finès
Traducció de Paavo Cajander, 1889.
Pojat, kansan urhokkaan,
mi Puolan, Lützin, Leipzigin
ja Narvan mailla vertaan vuoti,
viel' on Suomi voimissaan,
voi vainolaisten hurmehella peittää maan.
Pois, pois rauhan toimi jää,
jo tulta kohta kalpa lyö
ja vinkuen taas lentää luoti.
Joukkoon kaikki yhtykää,
meit' entisajan sankarhenget tervehtää.
Kauniina välkkyy muisto urhojemme,
kuolossa mekin vasta kalpenemme.
Eespäin rohkeasti vaan,
ei kunniaansa myö
sun poikas milloinkaan!
Uljaana taistolippu liehu,
voitosta voittohon
sä vielä meitä viet!
Eespäin nyt kaikki, taisto alkakaa,
saa sankareita vielä nähdä Suomenmaa!